# Ферија дел Сол (Мерида)
Фериа дел Сол (шп. Feria Internacional del Sol,  Међународни фестивал сунца), познат још и као Таурин Карнавал де Америка је интернационални културни фестивал који се сваке године одржава у Мериди, у Венецуели.

## Активности
Фестивал се одржава током фебруара, у исто време кад и карневал. Током фестивала одржавају се бројне културне и комерцијалне изложбе, концерти, поворке, спортска такмичења, продаја стоке и избор Краљице Сунца (Reina del Sol).
Након изградње арене за борбу с биковима, одлучено је да ће се ту одржавати овај фестивал. Првобитно је планирано да фестивал буде почетком децембра око прославе дана Безгрешног зачећа Маријиног, али је то касније промењено. Први фестивал је трајао два дана, 9. и 10. децембра. Због сталне кише у децембру организатори фестивала одлучили су да га преместе у фебруар.

## Spoljašnje veze
- Фериа дел Сол